# Várzea, Aliviada e Folhada
Várzea, Aliviada e Folhada es una freguesia portuguesa del municipio de Marco de Canaveses, distrito de Oporto.

## Historia
Fue creada el 28 de enero de 2013 en aplicación de una resolución de la Asamblea de la República de Portugal promulgada el 16 de enero de 2013 con la unión de las freguesias de Folhada y Várzea da Ovelha e Aliviada, pasando su sede a estar situada Várzea.

## Demografía
| Gráfica de evolución demográfica de Várzea, Aliviada e Folhada entre 2011 y 2021 |
|                                                                                  |
| Datos según el nomenclátor publicado por el INE portugués.                       |